# Умбеліферон
Умбеліферон (англ. Umbelliferone; 7-гідроксикумарин, скіметин) — жовтуваті кристали, добре розчинні у етанолі, хлороформі і оцтової кислоти, погано розчинні у воді та диетиловому ефірі.
Умбеліферон вперше був виявлений у рослинах родини Umbelliferae окружкові, звідки й отримав свою назву. Міститься у значній кількості видів рослин і є ключовим метаболітом в біосинтезі різних природних кумаринів, піранокумаринів і фурокумаринів.

## Синтез і властивості
Класичний метод синтезу умбеліферону — конденсація Пехмана яблучної кислоти і резорцину в присутності сірчаної кислоти, реакція йде через декарбоксилювання in situ яблучної кислоти з утворенням формілоцтової кислоти, яка потім реагує з резорцином.
Подібно до інших кумаринів, умбеліферон інтенсивно поглинає в ультрафіолетовій області, поглинання посилюється при утворенні феноляту, який обумовлює яскраво-блакитну флуоресценцію лужних розчинів умбеліферону, завдяки чому він використовується як кислотно-основний флуоресцентний індикатор при рН 6,5-8,0.

## Знаходження в природі і біосинтез
Умбеліферон в досить значних кількостях міститься в рослинах родин окружкових, айстрових і підродини рутових; може бути виділений із продуктів сухої перегонки окружкових рослин родів Ferula, Angelica і Heracleum. Крім вільного умбеліферону в рослинах містяться його глікозиди і прості етери із сексвітерпеновими спиртами («терпенові кумарини», переважно в рослинах роду Ferula).
Біосинтез йде за фенілпропаноідним шляхом із фенілаланіну, з якого синтезується корична кислота, піддається гидроксилюванню в положення 4 під дією ферменту циннамат-4-гідрокислази. Утворена в результаті p-кумарова кислота гідроксилюється за положенням 2 при каталізі циннаміт/кумарат-2-гідроксилази з утворенням 2,4-дигідроксикумарової (умбелової) кислоти. Внутрішньомолекулярне ацилювання 2-гідроксигрупи карбоксилом умбелової кислоти призводить до утворення лактона — умбелліферону:
  {\displaystyle {\xrightarrow {PAL}}}  {\displaystyle {\xrightarrow {C4H}}}  {\displaystyle {\xrightarrow {C2H}}}  {\displaystyle \longrightarrow } 